# Konstatieruhr

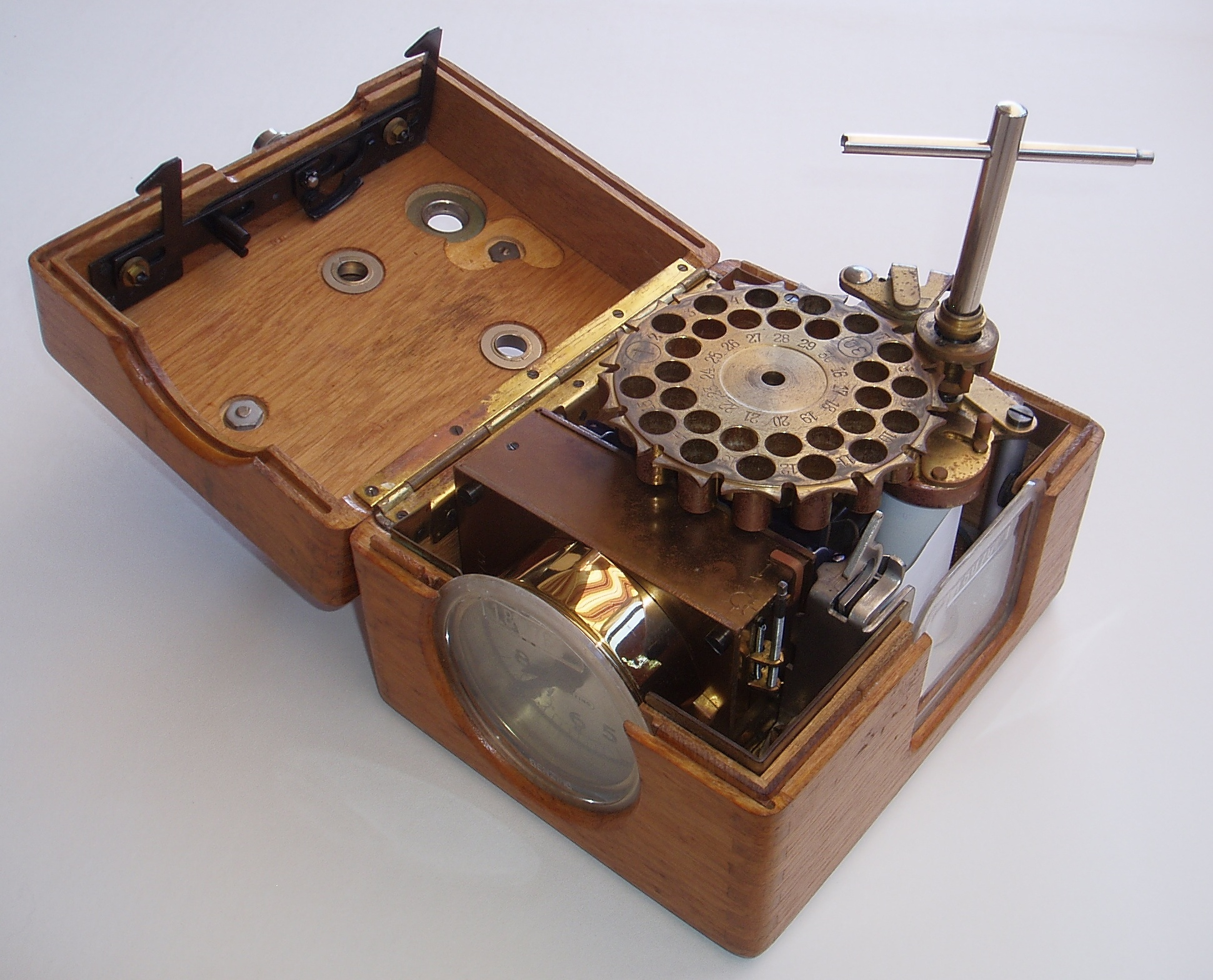
Traditionelle Konstatieruhr (Holzkastenuhr) der Firma Benzing

Konstatieruhr oder Konstatierapparat (lat. constat: „es steht fest“) wird eine Spezialuhr genannt, die im Brieftaubensport dazu verwendet wird, die Ankunftszeiten der von einem Wettflug heimkehrenden Brieftauben manipulationssicher festzuhalten (zu „konstatieren“).

## Typen von Konstatieruhren
Mechanische Konstatieruhren können in verschiedene Typen unterteilt werden.

### Markierzeichen
Am Beginn des Taubensports wurden die Tauben mit Flügelnummern gestempelt. Nachdem sich Gummiringe durchgesetzt hatten, trug die Taube diesen Gummiring am Fuße. Bei Ankunft im Schlag wurde der nummerierte Gummiring von Fuß abgestreift und in die Taubenuhr gesteckt. In den meisten Ländern war es Vorschrift, die Gummiringe zuvor in Hülsen zu legen. Frühe mechanische Taubenuhren ließen über eine längere Zeitperiode sowohl den händischen Eintrag der Flügelnummer auf das Papierband, als auch den Einwurf des Gummirings in die Trommel der Taubenuhr zu.

### Markierungstechnik
Zuerst dominierten Stechzeigergeräte den Markt. Mit Nadeln wurde die Ankunftszeit der Taube auf Papier gestochen. Im Laufe der Zeit wurden Stechzeigergeräte von den Druckgeräten abgelöst. Bei Druckgeräten wurde die Ankunftszeit anfänglich mit Pauspapier, später mit Farbband auf Papier gedruckt. Druckgeräte werden in Schlagdruck- und Rollendruckapparate unterschieden. Bei Schlagdruckgeräten wurde mit einem senkrecht gelagerten Stempel die Ankunftszeit auf ein senkrecht laufendes Papierband gestempelt. Beim Rollendruck lief das Papierband waagerecht.

### Papierform
Für die Markierung der Ankunftszeit werden verschiedene Papierformen benutzt. Sehr früh spielten Kartenapparate eine Rolle. Bei Kartenapparaten wurde die Flügelnummer händisch auf die Karte geschrieben, später wurden Karten genutzt, auf die der Gummiring der Taube gesteckt werden konnte. Über lange Zeit wurden von Taubenzüchtern auch Apparate genutzt, bei denen die Ankunftszeit auf eine Papierscheibe gestochen wurde. Auf den mit vorgedruckten Markierungslinien versehenen Papierscheiben, konnte die Uhrzeit am Einstich abgelesen werden. Durchgesetzt haben sich aber im Laufe der Zeit Papierbandapparate. Bei diesen wurde die Ankunftszeit auf ein Papierband gestempelt.

### Flugzeitmessung
Es gab Taubenuhren mit Uhrwerken, die erst bei der Konstatierung der Taube im Schlag anfingen zu laufen. Im Wettlokal wurde das Uhrwerk gestoppt. Diese angezeigte Zeitspanne war ein Baustein für die Berechnung der Geschwindigkeit der Taube. Häufiger waren aber Taubenuhren die im Wettlokal vor Beginn des Wettflugs eingestellt und in Gang gesetzt wurden. Die Flugzeit errechnete sich aus der Differenz zwischen Auflasszeitpunkt und gestempelter Ankunftszeit. Damit konnte die Geschwindigkeit der Taube berechnet werden. Bei einfachen Taubenuhren wurde die Ankunftszeit mit einer Stoppuhr gestoppt.

### Vereinsuhr oder Liebhaberuhr
Bei den ersten Wettflügen gewann die Taube, die als Erste ins Wettlokal gebracht wurde.  Als die Fluggeschwindigkeit der Taube zum Maßstab für die Rangliste der Gewinnertaube wurde, wurde die Flügelnummer oder später der Gummiring ins Wettlokal gebracht. Dessen Ankunftszeit wurde händisch dokumentiert. Die Fluggeschwindigkeit errechnete sich aus Flugzeit und Flugstrecke. Dabei war der Weg zwischen Schlag und Wettlokal zu berücksichtigen. Weil auch diese Berechnung aufwändig und nicht fehlerfrei war setzten sich Taubenuhren durch, die auf dem Schlag verwendet wurden. Somit konnten nach Ende des Wettfluges im Wettlokal die Taubenuhren ausgewertet werden.

## Funktionsweise

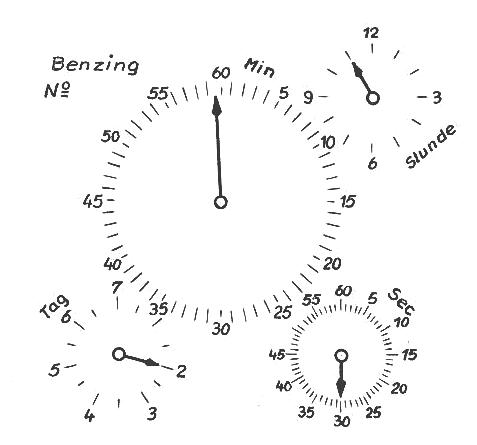
Stempeldruck einer Konstatieruhr. Ablesezeit: 22:59:30

Im Laufe der Jahre hat sich die nachstehend beschriebene Funktionsweise von mechanischen Taubenuhren durchgesetzt.
Die Konstatieruhr besteht aus einem mechanischen oder quarzbetriebenen Uhrwerk, einem „Schlagwerk“, das die Ankunftszeiten auf einem Papierstreifen abstempelt, und einer „Konstatiertrommel“ mit bis zu 30 Fächern zur Aufnahme der Gummiringe, die den Tauben vor dem Wettflug angelegt und deren Nummern den Ringnummern der Fußringe, mit denen jede Brieftaube individuell gekennzeichnet ist, zugeordnet wurden.
Nach Ankunft einer Taube wird diese kurz eingefangen, um ihr den mitgebrachten Gummiring abzunehmen und durch die „Konstatieröffnung“ in die verplombte Konstatieruhr einzuwerfen. Bei älteren Konstatieruhr-Modellen musste der Gummiring zuvor noch in eine „Konstatierhülse“ gesteckt werden. Durch Drehen des „Konstatierschlüssels“ wird das Fach mit dem eingeworfenen Gummiring verschlossen, die Trommel weitergedreht, das nächste Fach der Konstatiertrommel geöffnet und das Schlagwerk ausgelöst, das den Zeitpunkt des „Abschlags“ sekundengenau auf einem Papierstreifen festhält.
In den 1990er Jahren wurden die mechanischen Taubenuhren abgelöst durch elektronische Zeiterfassungsgeräte.

## Geschichtliche Entwicklung
Belgien war das Mutterland des Taubensports. 1876 ließ sich Gustav Vasse in Belgien und Frankreich ein Patent über ein Gerät zur Bestimmung der Ankunftszeit von Tauben bei Wettflügen ausstellen. Die Taube wurde in einen Kasten gesetzt. Wurde der Kastendeckel geschlossen, blieb die mit dem Kasten verbundene Uhr stehen. Diese Konstatieruhr setzte sich aber nicht durch. In den Jahren 1879 bis 1885 wurden von verschiedenen belgischen Erfindern Konstatier-Apparate entwickelt und Patente angemeldet. Die erste praktische Taubenuhr, bei der die Ankunftszeit der Taube in ein Papierband gestochen wurde, war 1885 eine Erfindung von Emeri Vandenbossche aus Oudenaarde (BE). Erfinder aus Belgien waren Vorreiter bei der Entwicklung von Konstatieruhren.
Im deutschsprachigen Raum ist die Erfindung von Anton Dimmel und Ignaz Weiss aus Wien im Jahr 1890 durch einen Muster- und Modellschutz-Eintrag belegt. Aus dem Jahr 1891 stammt das Patent einer Konstatieruhr von Carl Weiß aus Straßburg. Mit der Verbreiterung der Taubenzucht in Deutschland wurden viele Taubenuhren erfunden und gebaut.
Die Uhrenfabriken in Schwenningen a.N. waren die ersten Hersteller in Deutschland die Konstatieruhren nicht mehr manufakturmäßig, sondern industriell herstellten. Die erste Konstatieruhr in Schwenningen wurde 1889 in der Württembergischen Uhrenfabrik Bürk gefertigt. Es war eine Auftragsproduktion für den belgischen Erfinder Lejeune aus Ensival (BE) und für den belgischen Markt bestimmt. Jakob Schlenker entwickelte 1896 seine erste Taubenuhr als Kartenappparat, mit der er den ersten Preis eines Wettbewerbs des „Verbandes Deutscher Brieftaubenliebhabervereine“ gewann. J. Schlenker-Grusen fertigte über nahezu 70 Jahre Taubenuhren unter dem Markennamen ISGUS. Der erste Nachweis für die Fertigung von Taubenuhren bei der Fa. Friedrich Ernst Benzing datiert aus dem Jahr 1901. Schon mit der ersten Uhr legte Benzing den konstruktiven Grundstein für seine Taubenuhren. Das „Benzing-Prinzip“ setzte sich auf dem Markt durch und wurde häufig kopiert. Alle Benzing-Uhren, bis in die 80er Jahre hinein, waren Druckergeräte mit der Stempelung auf Papierband.
Ab 1993 wurden herkömmliche Konstatieruhren immer mehr durch elektronische Konstatiersysteme ersetzt, bei denen die Erfassung der Fußringnummern und der Ankunftszeiten mittels Chip-Ringen und Sensorantennen erfolgt.

## Konstatieruhr-Modelle

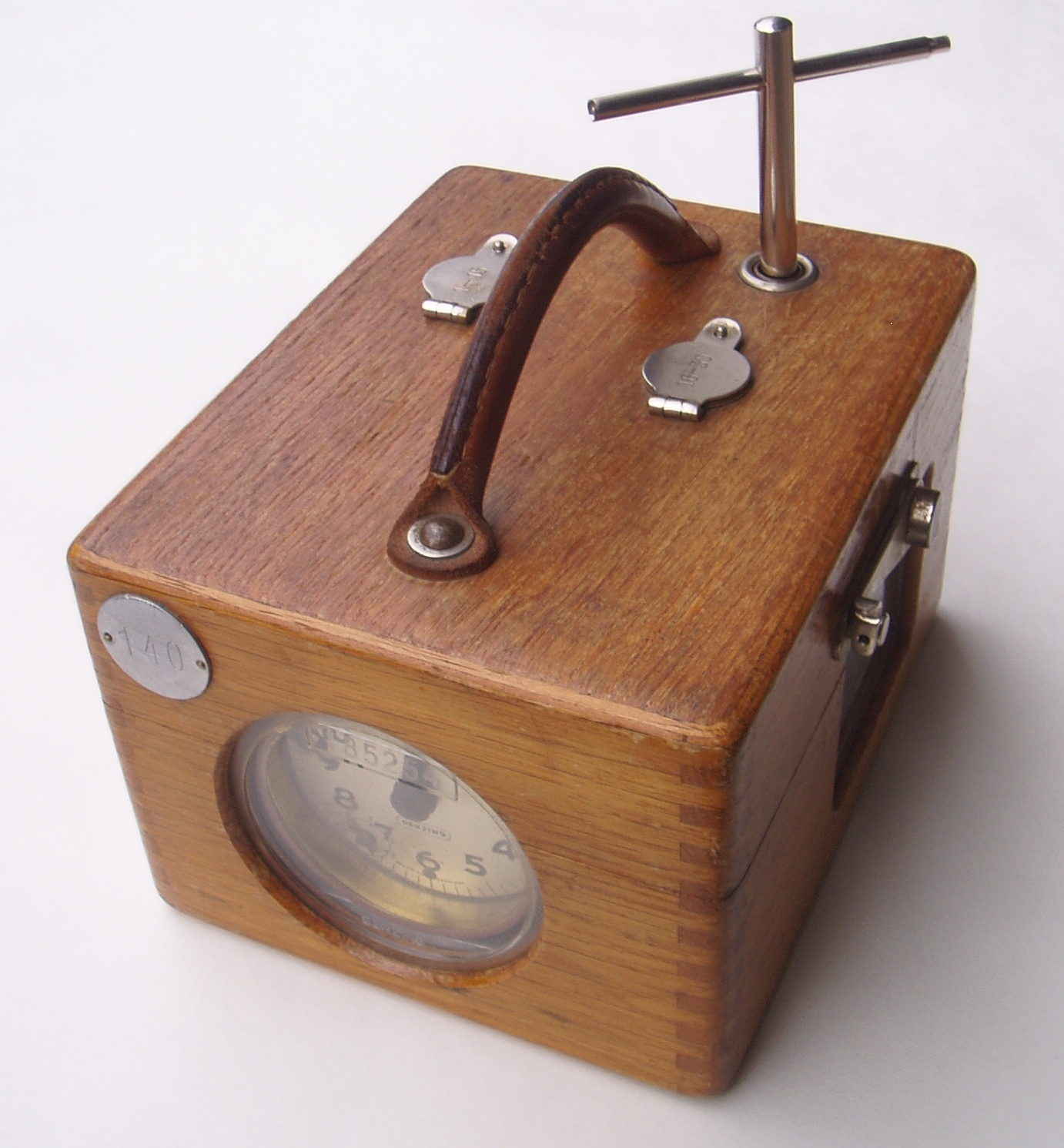
Holzkasten-Brieftaubenuhr (Benzing) um 1926, mechanisches Uhrwerk, analoger Stempeldruck, bis zu 30 Konstatierungen
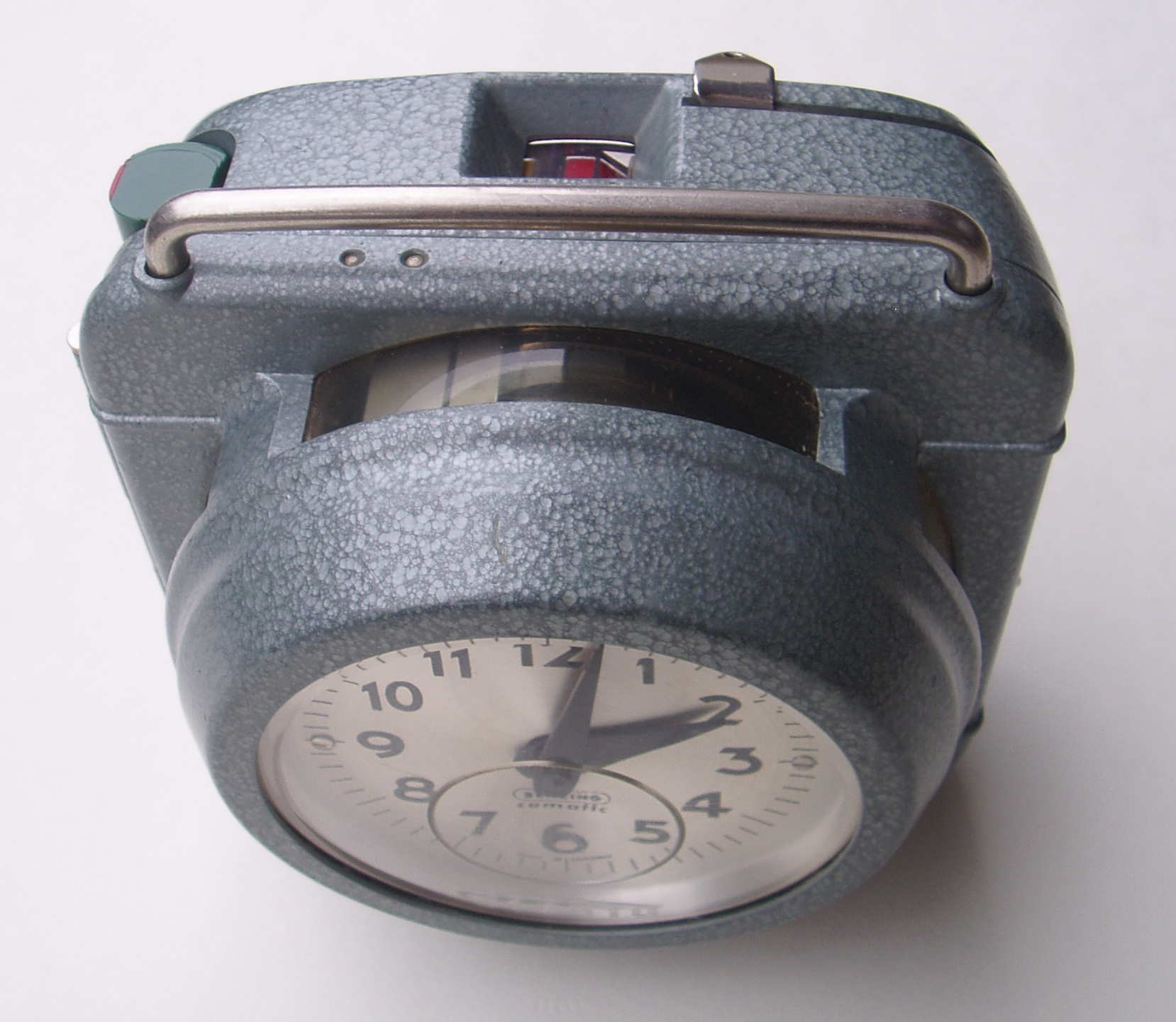
Brieftaubenuhr „Comatic“ (Benzing) um 1957, mechanisches Uhrwerk, numerischer Stempeldruck, bis zu 25 Konstatierungen
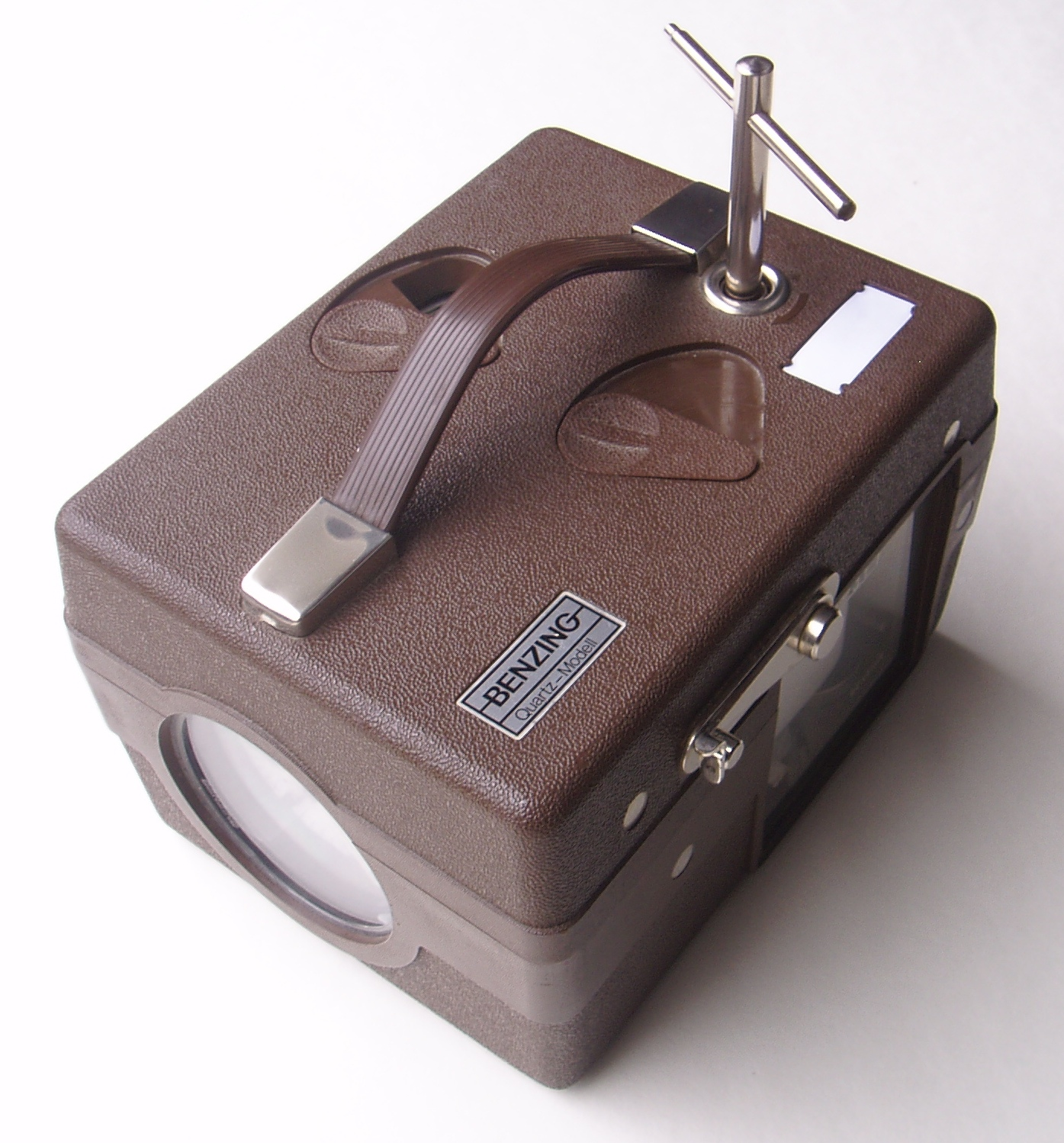
Quarz-Brieftaubenuhr (Benzing) um 1971, Quarz-Uhrwerk, analoger Stempeldruck, bis zu 30 Konstatierungen
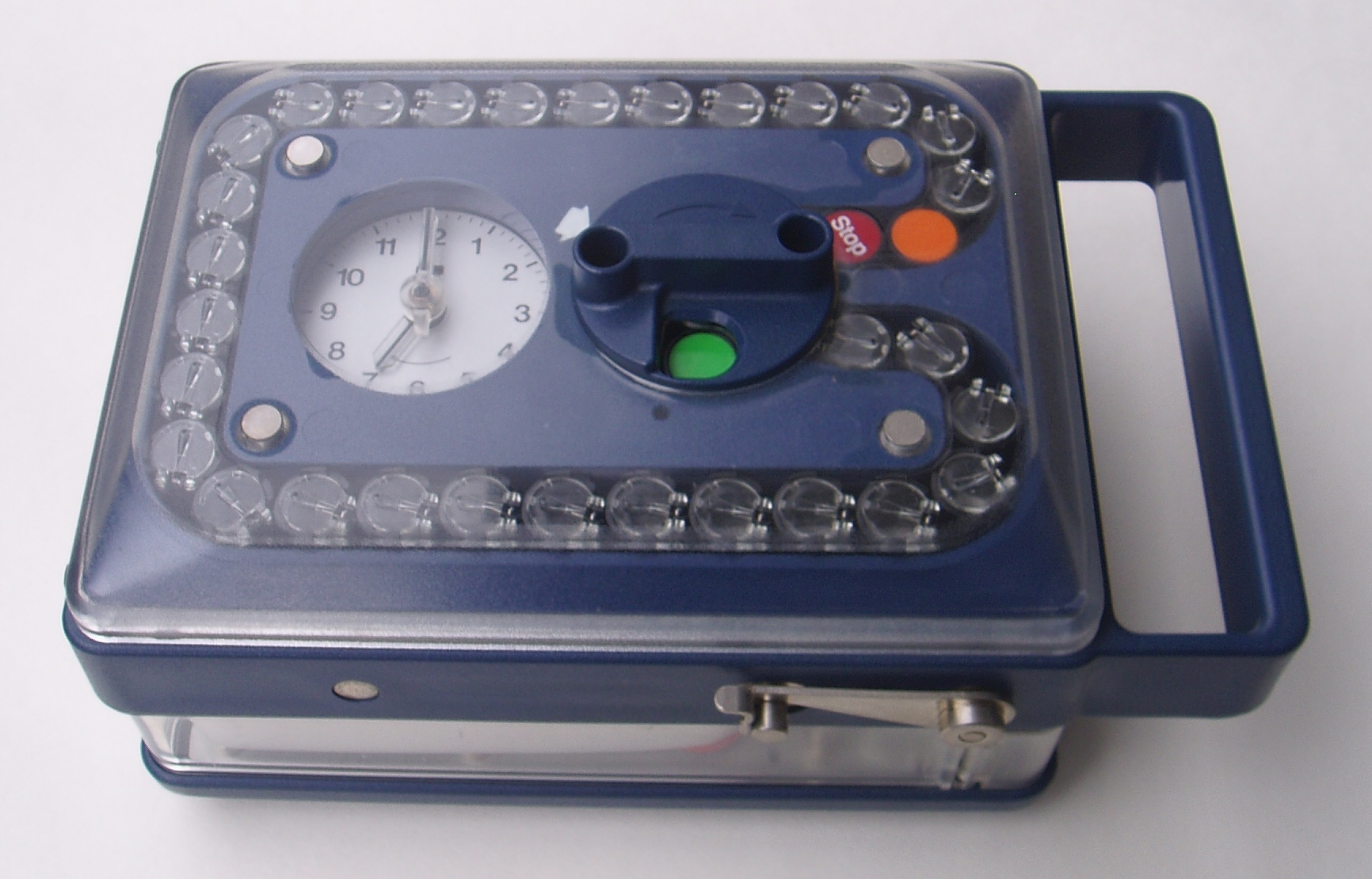
Brieftaubenuhr „Paloma“ (Benzing) um 1983, Quarz-Uhrwerk, digitaler Stempeldruck, bis zu 30 Konstatierungen